# Lixophaga clausa
Lixophaga clausa är en tvåvingeart som först beskrevs av Townsend 1927.  Lixophaga clausa ingår i släktet Lixophaga och familjen parasitflugor. Inga underarter finns listade i Catalogue of Life.